# Ghimeș
Ghimeș (węg. Gyimes) – wieś w Rumunii, w okręgu Bacău, w gminie Ghimeș-Făget. W 2011 roku liczyła 1244 mieszkańców.